# Laguna de Biguglia
La laguna de Biguglia (o stagnu di Chjurlinu ) es una laguna costera corsa situada al sur de Bastia, en el río Bevinco, en Francia.

## Geografía
La laguna de Biguglia es la laguna costera más grande de la isla. Se extiende sobre 1450 ha, con una longitud de 11 km de norte a sur por un ancho máximo de 2,5 km  . Su profundidad media es de 1 m. Ocupa la mayor parte de la llanura de Marana, discurriendo a lo largo de una barrera costera (lido de la Marana) de menos de un kilómetro de ancho que la separa del mar Tirreno. De sur a norte, la laguna se sitúa en los municipios de Lucciana, Borgo, Biguglia y Furiani, dónde está conectado con el mar Tirreno por un estrecho canal de aproximadamente 1,5 km, el grau. Al sur, dos canales la conectan con el río Golo.
Se subdivide en dos cuencas separadas por la península de San Damián. La parte norte pertenece a Furiani (grau, fuerte de Biguglia hacia el Tombulu Biancu) y al municipio de Biguglia. La cuenca sur pertenece a Borgo. El extremo sur de la laguna con los dos fosos que lo conectan con el Golo pertenece a Lucciana.
La cuenca de la laguna se encuentra en una zona de lutitas lustrosas y aluviones antiguos. Es alimentada por cinco ríos: el río Bevinco, el foso de Borgogna, el arroyo Pietre Turchine, el arroyo Rasignani y el arroyo Mormorana.
La laguna en sí es una laguna costera, que se creó por el movimiento del aluvión de Golo; sus alrededores están formados por aluviones recientes, a excepción de la isla de San Damianu, una mancha de aluviones antiguos, y el lido de Marana, formado por arena.

## Toponimia
En la época genovesa, la laguna de Biguglia se llamaba laguna de Chiurlino (Chjurlinu). Este topónimo todavía es muy utilizado.

## Historia
La laguna de Biguglia estuvo ocupado desde la Antigüedad por los romanos, luego por los pisanos y finalmente por los genoveses.
Hacia finales de la Edad Media los barcos podían navegar allí, de ahí la elección de Biguglia por los genoveses como sede de su gobernador en Córcega en su lucha contra la influencia de la Corona de Aragón . Esto se detuvo con la progresiva sedimentación de la laguna, lo que llevó a Génova a favorecer a Bastia.
Un documento cartográfico revela tres islas en la laguna de Chjurlinu (o Biguglia): Ischia Nova, Ischia Vechja y San Damianu.
El fuerte de Biguglia, situado al norte de la laguna, permanece como testigo de las fuertes actividades del pasado. Esta antigua fortaleza que formaba parte de un sistema establecido por los genoveses para la defensa de Bastia en el siglo XVI, fue atacado por once galeras del duque Francisco de Guisa, un millar de hombres, y más que otros refuerzos, fue destruido durante la batalla de Ischia Nova en 1558  El genovés Ravaschiero Ettore, que mandaba la guarnición, se había rendido a los franceses.
Este patrimonio histórico se ha convertido hoy en el ecomuseo de la Reserva Natural de la laguna de Biguglia, un ecomuseo de la pesca y la migración animal inaugurado el 11 de junio de 2011.

## Importancia ecológica

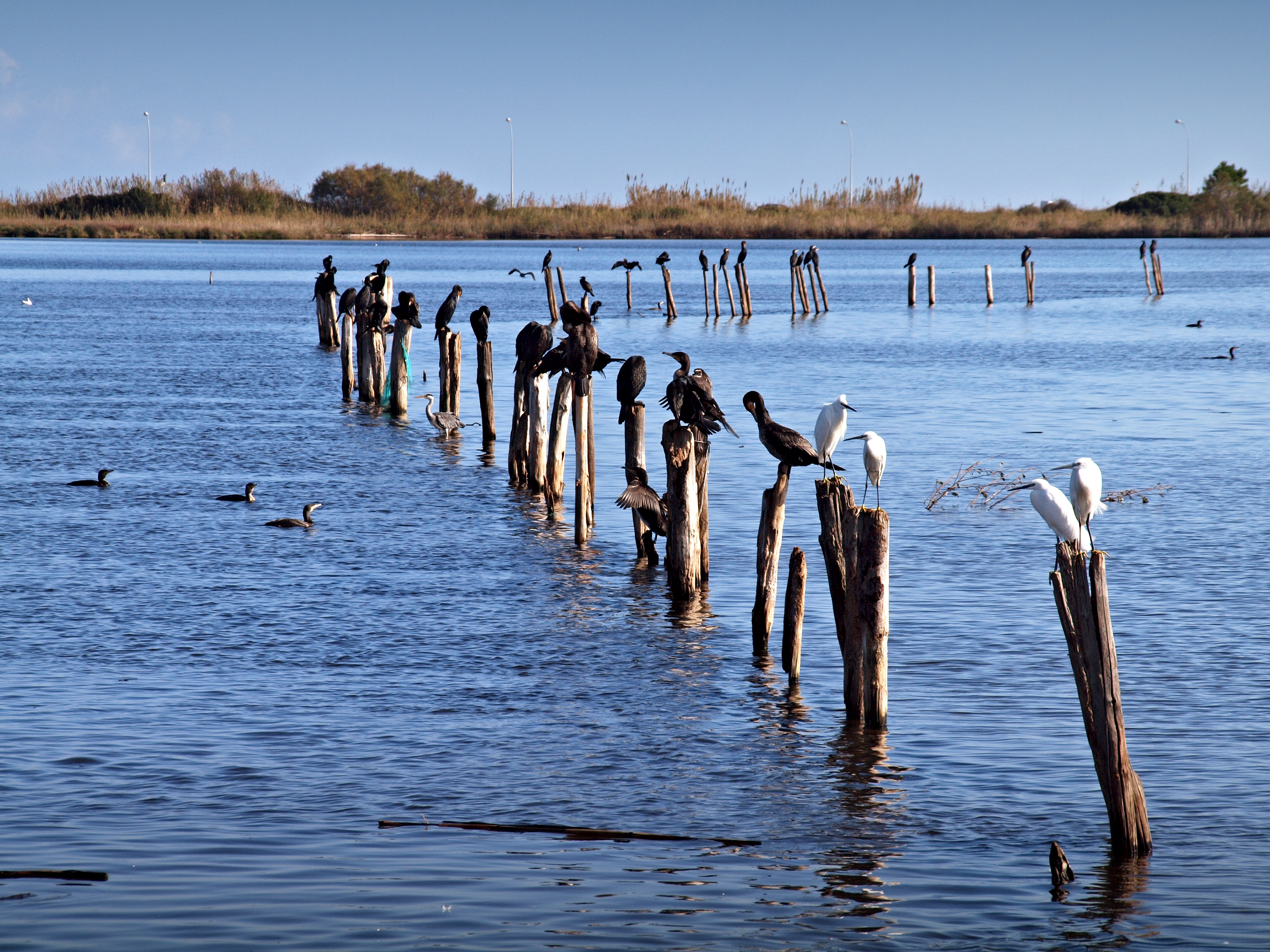
Garceta común y cormoranes grandes en el borde

Debido a su gran extensión, la laguna de Biguglia presenta un interés ecológico excepcional en toda la cuenca mediterránea para la fauna y la flora acuáticas, así como para las aves.
La laguna de Biguglia fue reconocida como sitio Ramsar el 8 de abril de 1991
La laguna está situada en dos espacios Natura 2000.: una Zona de Especial Protección (código FR9410101) y un Lugar de Importancia Comunitaria (código FR9400571).

### La pesca
El laguna, de agua salobre, ha sido explotada por las numerosas especies de peces (mújoles, anguilas, lubinas, doradas, etc.), mariscos (almejas, berberechos) y crustáceos (cangrejos) que lo frecuentan.
La conexión con el mar se mantiene de forma permanente para asegurar la migración estacional de los peces así como la productividad de las crías naturales.
Antes de que el departamento de Alta Córcega la adquiriera en 1988, la laguna era explotada por dos familias de pescadores profesionales. Desde entonces, sólo se permite la pesca profesional con cierre periódico de la laguna. Sigue siendo una actividad importante en la isla de los pescadores.
Anterior al siglo pasado la pesca era de tipo ancestral, mediante la captura de peces migratorios. Se construyeron bordigas, empalizadas hechas de estacas de aliso glutinoso, a ambos lados del fuerte, bloqueando el cuerpo de agua.

## Nota
1. ↑  Guía de interpretación "El sendero del Tombulu Biancu" del Consejo General de la Haute-Corse